# Cantabile
A cantabile (az olasz cantareból származik, jelentése énekelni) egy zenében használt előadási utasítás, jelentése: énekelve, a dallamot kidomborítva. Hangszeres zenében azt a stílust jelzi, amelynek célja az emberi hang imitációja. A 18. század zeneszerzői szinonimaként használták a cantandóval (éneklés), megjelölve az ütemet és a legato zenélést. Későbbi zeneszerzők, elsősorban a zongoristák esetében a cantabile jelöli egy adott dallam kiemelését a kíséretből (ellenpont). Az operákban a cantabile a kettős ária első része, amelyet cabaletta követ. A cantabile, a cabalettától eltérően lassabb és szabadabb.